# Pierre Jodet
Pierre Jodet (ur. 8 kwietnia 1921 w Vandœuvre-lès-Nancy, zm. 9 stycznia 2016 w Le Blanc) – francuski kolarz przełajowy i szosowy, trzykrotny medalista przełajowych mistrzostw świata.

## Kariera
Pierwszy sukces w karierze Pierre Jodet osiągnął w 1950 roku, kiedy zdobył brązowy medal w kategorii elite podczas przełajowych mistrzostw świata w Paryżu. W zawodach tych wyprzedzili go jedynie dwaj rodacy: Jean Robic oraz Roger Rondeaux. Wynik ten powtórzył podczas mistrzostw świata w Luksemburgu w 1951 roku, plasując się za Rondeaux i André Dufraisse'em. Ostatni medal wywalczył na mistrzostwach świata w Crennie, gdzie był drugi. Lepszy okazał się tam jedynie Dufraisse, a trzecie miejsce zajął Hans Bieri ze Szwajcarii. Był też między innymi czwarty na mistrzostwach świata w Genewie w 1952 roku oraz na rozgrywanych trzy lata później mistrzostwach świata w Saarbrücken. W pierwszym przypadku w walce o medal lepszy okazał się Szwajcar Albert Meier, a w drugim pokonał go Włoch Amerigo Severini. Kilkakrotnie zdobywał medale przełajowych mistrzostw kraju, w tym złoty w 1950 roku. Startował także na szosie, zajmując między innymi drugie miejsce w Circuit des Aiglons w 1943 roku. Nigdy nie wystąpił na igrzyskach olimpijskich. W 1962 roku zakończył karierę.